# Kastrioti
Kastrioti su bili albansko plemstvo, aktivno u 14. i 15. veku kao vladari Kneževine Kastrioti. Početkom 15. veka, porodica je osvajala teritoriju u regionima Mat i Diber. Najpoznatiji član porodice je Đurađ Kastrioti, poznatiji kao Skenderbeg, koji se danas smatra albanskim herojem koji je pružao otpor pokušajima Mehmeda II Osvajača da proširi Osmansko carstvo u Albaniji. Posle Skenderbegove smrt i pada kneževine 1468. godine, porodica Kastrioti poklonila je poverenje Napuljskoj kraljevini i preuzela kontrolu nad vojvodstvom Galatina i okrugu Soleto (danas u Okrugu Leče u Italiji). Vojvoda Ferante (umro 1561), sin Ivana II Kastrioti, vojvoda Galatine i grof Soleta direktni je predak svih današnjih muških članova porodice Kastrioti. Danas porodica ima dva ogranaka u Italiji, jedan u okrugu Leče i drugi u Napulju. Naslednici porodice Kastrioti u Italiji koriste prezime "Kastriota Skenderbeg" (итал. Castriota Scanderbeg).

## Literatura
- ,  (1990), , , ISBN 978-0-521-39832-9